# Mitteleuropäischer Gürtel magnetischer Anomalien
Der mitteleuropäische Gürtel magnetischer Anomalien ist ein Phänomen der Geomagnetik, das zuerst in Form der Berchtesgadener Anomalie entdeckt wurde. Diese stellt eine starke Störung im Erdmagnetfeld dar, die auf die Existenz von Gesteinen hoher magnetischer Suszeptibilität unter den Nördlichen Kalkalpen hinweist.
Die Berchtesgadener Anomalie wurde 1954 im Zuge der Dissertation des Münchner Geophysikers R. Gaenger entdeckt und 1976 bis 1995 von Badener und Wiener Geowissenschaftlern näher untersucht. Später entdeckte man ähnliche Anomalien im oberen Engadin, an einigen Stellen des nördlichen Alpenvorlandes und schließlich in Südpolen bei Krakau. Die Anomalien stellen sich als Überlagerung magnetischer Störkörper dar, die flache Feldgradienten, aber hohe Störamplituden besitzen.
Auch bei der aeromagnetischen Befliegung des Wiener Beckens traten starke Störungen im Magnetfeld zutage, die einige hundert nT (Nanotesla) erreichen. Trotz eines ähnlichen Anomalienbildes über die 700 km lange Strecke ist noch keine einheitliche Deutung gelungen, wenngleich die Ursache im alten Grundgebirge der Alpen und der Böhmischen Masse vermutet wird. In Mähren könnten es hochmagnetische Gesteine im vorpaläozoischen Basement sein, doch im Westen sind keine derartigen Strukturen in entsprechender Tiefe bekannt. Neuere Forschungen zeigen ähnliche Störungen auch im Tauernfenster und im Semmeringfenster, wo sie vom tiefen Unterostalpin herrühren könnten. Im Wiener Becken verschleiern sie den tektonischen Zusammenhang zwischen Ostalpen und Westkarpaten, der bisher mit klassischen Methoden als erhärtet galt.